# Demografía de Medellín
Medellín, como los principales centros urbanos colombianos y especialmente aquellos de la región andina colombiana, es una ciudad con un rápido crecimiento demográfico que tiene que ver directamente con los conflictos sociales y políticos que Colombia experimenta desde mediados del siglo XX. A esto se suma un énfasis en el factor urbano en relación con un alejamiento y descuido de lo rural. Colombia pasó entre las décadas de los 30 y la de los 60 de una mayoría rural a una mayoría urbana. En la actualidad la mayoría de la población colombiana vive en centros urbanos como Medellín y la situación continua progresiva a favor de cifras urbanas y en detrimento del campo colombiano. Aunque el primer centro urbano con un rápido crecimiento urbano es la capital del país, Bogotá, siempre explicado en los conflictos armados que afronta el país especialmente en el campo, centros como Medellín, Cali, Barranquilla, Cartagena de Indias y otros son receptores principales de una población flotante de características rurales. 
Este fenómeno social ha hecho que la con-urbanización sea normal para todos los principales centros urbanos, es decir, que tanto la capital del país, Bogotá, como capitales de departamento como Medellín, extiendan su perímetro urbano hacia otras poblaciones colindantes. De dicho factor se desarrolló en Colombia la formación de las áreas metropolitanas, de las cuales la primera en el país fue el área metropolitana de Medellín que constituye diez ciudades. 
De acuerdo con las cifras presentadas por el DANE del censo 2005, la ciudad cuenta actualmente con una población de 2.223.078 habitantes con una densidad de 5820 hab./km².

## Estadísticas de población

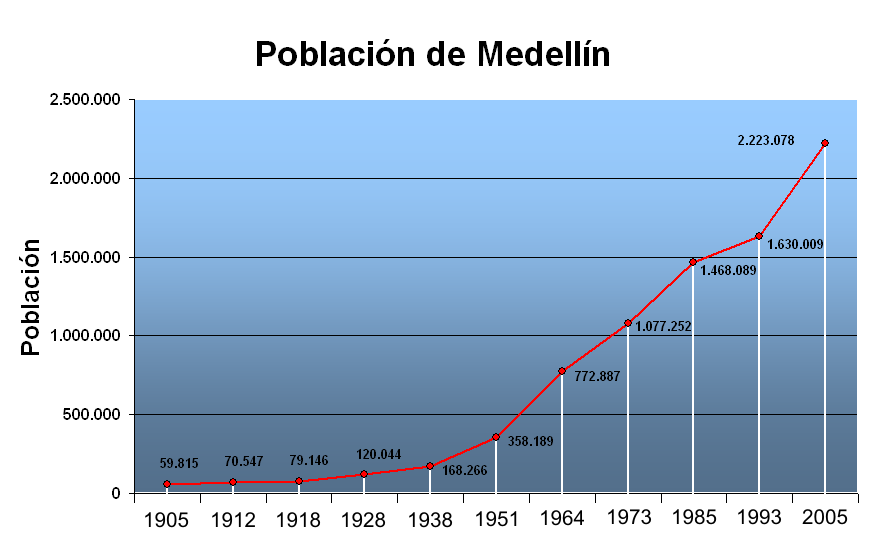
Evolución de la población de Medellín

Según datos del censo de Colombia de 2005, en La ciudad se contabilizó una población de 2 223 078 habitantes, siendo ésta la segunda aglomeración urbana de Colombia, que junto con el área metropolitana suma 3 312 165 personas, de acuerdo con las cifras presentadas por el Departamento Administrativo Nacional de Estadística (DANE) del censo 2005. La ciudad cuenta con una densidad poblacional de aprox. 5.820 habitantes por kilómetro cuadrado. Solo 130.031 habitantes se ubican en la zona rural de Medellín. El 46,7 % de la población son hombres y el 53,3 % mujeres. La ciudad cuenta con una tasa de analfabetismo del 5.8% en la población mayor de 5 años de edad.
Históricamente la población de la ciudad no experimentó un crecimiento significativo hasta el siglo XX, cuando pasó de 59.815 habitantes en 1905, a 358.189 en 1951. Pero el incremento de la población comenzó a aumentar durante las décadas de 1950, 1960, y en especial la de 1970, cuando debido al incremento poblacional la ciudad superó el millón de habitantes. Estos incrementos en la población fueron desproporcionados frente a los recursos disponibles en la ciudad, cuya insuficiencia se manifestó principalmente en la cobertura del transporte, los servicios públicos y la oferta de empleo.